# 任航
任航（1989年2月23日—），是中国职业足球运动员，主要司职后卫。

## 职业生涯
任航少年时就加入了沈阳金德。2004年6月15日，全国U15后备力量足球比赛中，沈阳金德四线队与甘肃韩金铭四线队发生群殴，任航卷入事件，事后被罚禁止参加全国和大区足球比赛一年。2007年，沈阳金德队搬迁到了长沙，任航为球队效力。
2011年，在长沙金德降入中甲后，转会至江苏舜天。任航在球队很快成为主力左后卫，帮助球队获得2012中超联赛亚军、2013超级杯冠军、2015足协杯冠军等荣誉。2014年5月，任航首次入选中国国家队。
2016年6月，传因某俱乐部向任航许诺八千万元签字费，任航以此向苏宁要求六千万元签字费续约，因此续约未果遭到江苏苏宁“三停”，但仍然入选国家队出战了两场世预赛，同年9月江苏苏宁在官方微博中表示与任航的工作合同提前终止，任航加盟河北华夏幸福。